# Nelkoba
Nelkoba (Russisch: нелькоба) is een verlaten nederzetting (posjolok) in het district Tenkinski van de Russische oblast Magadan. De overblijfselen van de plaats liggen op 239 kilometer van het oblastcentrum Magadan. De meest nabijgelegen plaatsen zijn Oest-Omtsjoeg (58 kilometer) en in de andere richting Transportnaja (40 kilometer).
De oorspronkelijke naam van de plaats was Snabbazy (Снаббазы; "bevoorradingsbasis") of kortweg '239e kilometer'. Oorspronkelijk werd een andere (in de jaren 1950 verlaten) nederzetting op 233 kilometer van Magadan 'Nelkoba' genoemd. In 1955 wordt de huidige plaats voor het eerst Nelkoba genoemd. Dit jaartal verwijst naar de periode van de destalinisatie, toen veel gevangen uit de Goelag vrij kwamen.

## Geschiedenis

### Bouw
Nadat geologen eind jaren 1930 goudafzettingen ontdekten in de Omtsjakvallei (of Maarschalkvallei) en op andere plekken werd vanuit de Dalstroj opdracht gegeven aan om met spoed een weg door het gebied aan te leggen; de Tenkinskiweg. Begin jaren 1940 bereikten de Goelag-dwangarbeiders die de weg aan moesten leggen de vallei van de Nelkobarivier. In 1941 werd een brug van boomstammen aangelegd over de rivier naar de moerassige vallei op de linkeroever van de rivier, waar iets eerder (1939 of 1940) begonnen werd met de bouw van de nederzetting.
Omdat het grillige karakter van de rivier ervoor zorgde dat de plaats en de nabijgelegen mijnen met name in de zomer slechts moeilijk bereikbaar waren, besloot het bestuur van de Dalstroj om aan de andere kant van de rivier een bevoorradingsbasis te bouwen en de plaats vooral in de winter te bevoorraden. Dit complex werd daarop het logistieke centrum van het district Tenkinski. Gereedschappen voor de mijnen in de regio werden hier opgeslagen en vanuit hier gedistribueerd.

### Voorzieningen
In 1942 werd door de Komsomol een meer permanente brug over de rivier gelegd. De gebouwen in het dorp waren in eerste instantie van larikshout. Later werden er ook gebouwen van baksteen en betonblokken opgetrokken: Achtereenvolgens verrezen een bioscoop, een kleuterschool, een garage voor de bevoorradingsbasis en een productiehal van een lokale fabriek. Brandstof werd geleverd door de mijnen in de vorm van kolen. In de jaren 1950 werd begonnen met de bouw van voorzieningen. Er werd een ketelhuis gebouwd en tevens werd begonnen met de aanleg van stadsverwarming, hoewel de meeste huizen al een eigen kolenkachel hadden. In 1954 werd een lagere school gesticht (in 1965 omgezet naar achtjarenschool) en in 1957 een kleuterschool. Ook was er een medische post (vanaf de late jaren 1940), een cultureel centrum, een postkantoor, bank, verschillende winkels, een banja en een bioscoop waar films uit Magadan werden getoond. Tevens werd er een telefoonverbinding aangelegd. Begin jaren 1970 werd ook een tv-aansluiting gerealiseerd. Bij het dorp bevonden zich verder een weerstation en een seismisch meetstation.
Een afdeling van een sovchoz nabij het dorp leverde vlees, groenten en fruit, maar veel inwoners hadden ook eigen moestuinen. Veel werd geïmporteerd via Magadan, waarmee ook een tweedagelijkse busverbinding was.
De plaats dreef vooral op de bevoorradingsbasis (de plaatsvormende onderneming), waar ongeveer 100 mensen werkzaam waren. Verder was er een voertuigengarage en wegenbouwafdeling en in latere jaren ook een houtzagerij. Ook was er een artel dat zich bezig hield met prospectie voor de goudwinning.

### Sluiting van de plaats
In de jaren 1990, na het uiteenvallen van de Sovjet-Unie, kon de plaats net als veel andere in de regio niet meekomen met de omschakeling van een planeconomie naar een vrije markteconomie. Overheidsopdrachten verdwenen en het hele netwerk van goederen en diensten die daaraan ten dienste stonden werd in een klap zo goed als vernietigd. De bevoorradingsbasis werd begin jaren 1990 gesloten en daarmee was het lot van de plaats als monogorod bezegeld. De bewoners vertrokken bij gebrek aan werk massaal naar andere delen van Rusland. In de herfst van 2000 verlieten de laatste bewoners de plaats en werd deze door het bestuur van het district opgeheven.
|  |